# 馬特韋耶夫卡區
53°30′34″N 53°28′44″E / 53.50944°N 53.47889°E
馬特韋耶夫卡區（俄语：Матвеевский район），是俄羅斯的一個區，位於該國西南部，由奧倫堡州負責管轄，始建於1935年，面積1,800平方公里，2010年人口12,267，人口密度每平方公里6.82人。